# Lasiacis

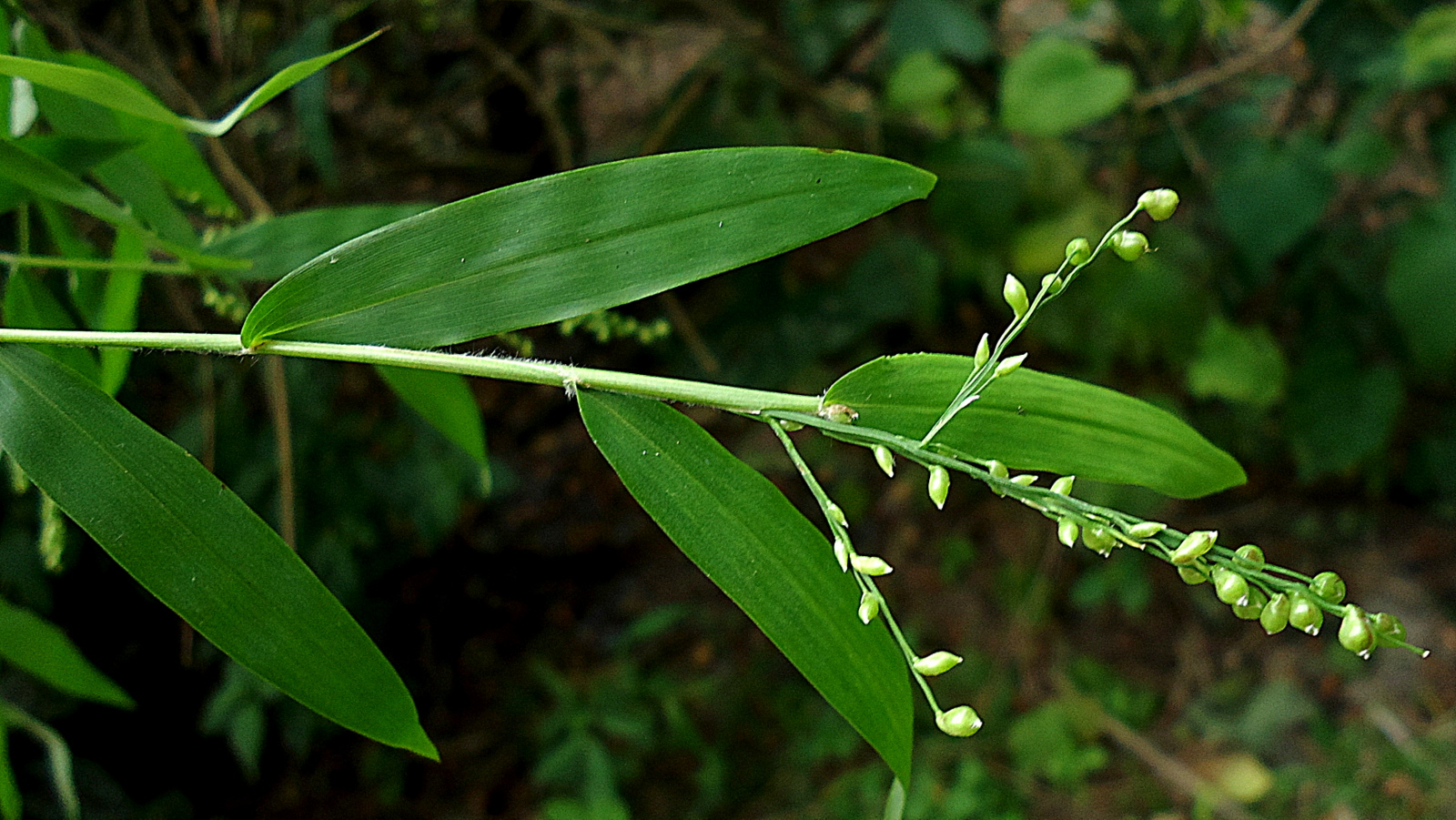

Lasiacis (Griseb.) Hitchc. é um género botânico pertencente à família Poaceae.